# 3106 Morabito
3106 Morabito eller 1981 EE är en asteroid i huvudbältet som upptäcktes den 9 mars 1981 av den amerikanske astronomen Edward L.G. Bowell vid Anderson Mesa Station. Den är uppkallad efter den amerikanska astronomen Linda A. Morabito.
Asteroiden har en diameter på ungefär 26 kilometer och den tillhör asteroidgruppen Meliboea.